# كريستيان كاستلز
كريستيان كاستلز (بالإسبانية: Cristian Castells Ortega)‏ هو لاعب كرة قدم إسباني، ولد في 19 أكتوبر 1984 في سويقة (بلنسية) في إسبانيا. لعب مع بوليديبورتيفو إيخيذو وديبورتيفو ألافيس وفالنسيا ميستايا ونادي أليكانتي ونادي بلاتانياس ونادي بورغوس ونادي بونتيفيدرا ونادي بياترا نيامتس ونادي مليلية.

## وصلات خارجية
- كريستيان كاستلز على موقع قاعدة بيانات كرة القدم.إي يو (الإنجليزية)
- كريستيان كاستلز على موقع Soccerway.com (الإنجليزية)